# Estrada de Ferro Madeira-Mamoré
Estrada de Ferro Madeira-Mamoré (EFMM) é uma ferrovia no atual estado de Rondônia, no Brasil, considerada um ícone ferroviário mundial.
Foi a 15ª ferrovia a ser construída no país, tendo as suas obras sido executadas entre 1907 e 1912. Estende-se por 366 quilômetros na Amazônia, ligando Porto Velho a Guajará-Mirim, cidades fundadas pela EFMM.
Após duas tentativas fracassadas para a sua construção no século XIX, espalhou-se o mito de que, mesmo com todo o dinheiro do mundo e metade de sua população trabalhando nas suas obras, seria impossível construí-la. O empreendedor estadunidense Percival Farquhar aceitou o desafio e teria afirmado "(...) vai ser o meu cartão de visitas".
Foi a primeira grande obra de engenharia civil estadunidense fora dos EUA após o início das obras de construção do Canal do Panamá, na época então ainda em progresso. Com base naquela experiência, para amenizar as doenças tropicais que atingiram parte dos mais de 20 mil trabalhadores de 50 diferentes nacionalidades, Farquhar contratou o sanitarista brasileiro Oswaldo Cruz, que visitou o canteiro de obras e saneou a região.
A EFMM garantiu para o Brasil a posse da fronteira com a Bolívia e permitiu a colonização de vastas extensões do território amazônico, a partir da cidade de Porto Velho, fundada em 4 de julho de 1907.
Em 2011, o Governo do Estado de Rondônia condecorou in memoriam com a comenda Marechal Rondon, Percival Farquhar e os 876 americanos que comandaram a construção da ferrovia.
Em 2012, comemora-se o centenário de sua inauguração. Em fevereiro foi instalado o Comitê Pró-Candidatura da EFMM a Patrimônio Mundial da Unesco.

## História

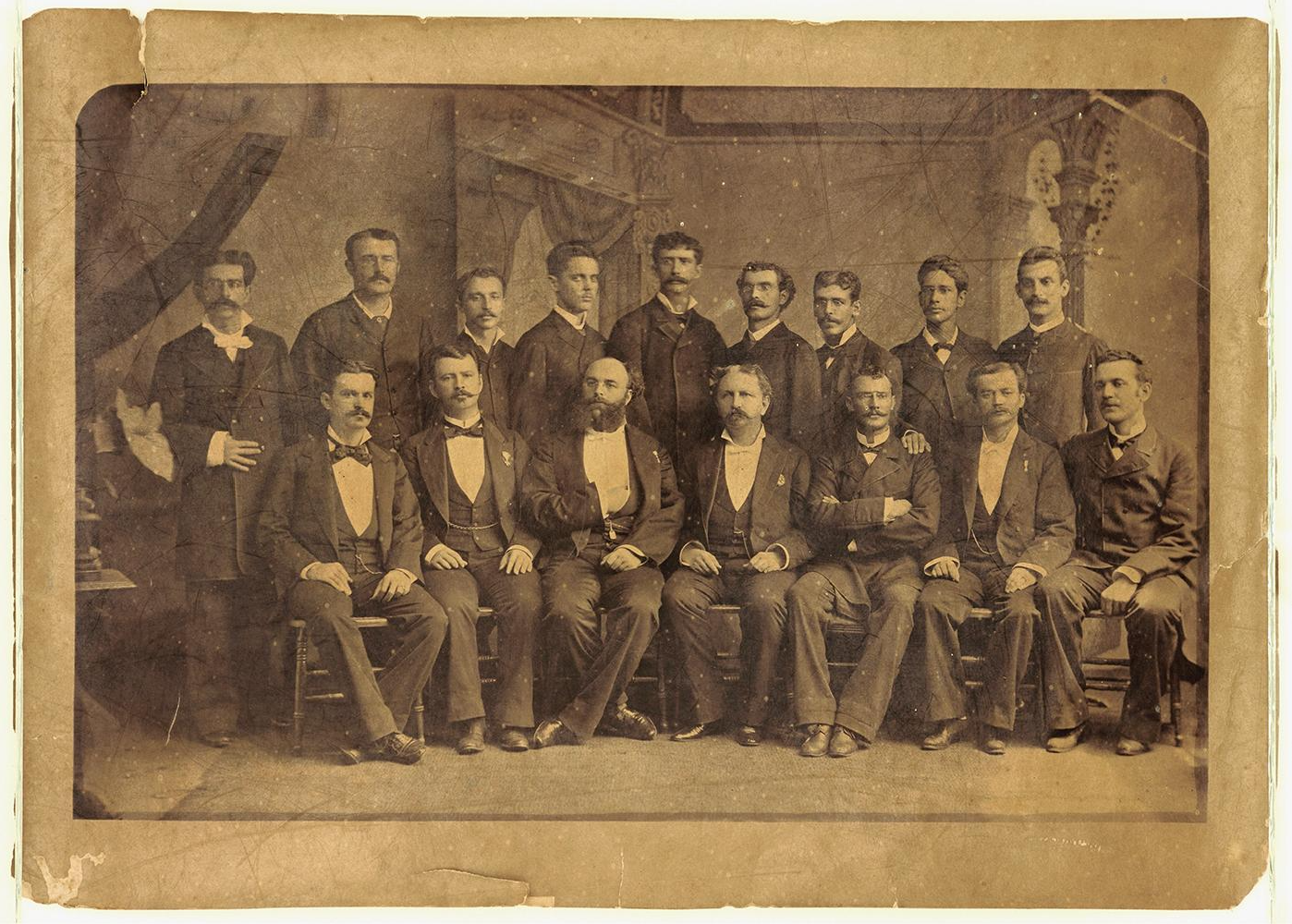
Comissão de Estudos da Estrada de Ferro do Madeira e Mamoré, fotografia datada de cerca de 1882 a 1883, acervo do Museu Imperial.

A ideia da ferrovia nasceu na Bolívia, em 1846, quando o engenheiro boliviano José Augustin Palácios convenceu as autoridades locais de que a melhor saída de seu país para o oceano Atlântico seria pela bacia Amazônica. O pensamento do engenheiro justificava-se na dificuldade para transpor a cordilheira dos Andes e na distância do oceano Pacífico dos mercados da Europa e dos EUA. Foi então, em 1851, que o governo dos Estados Unidos - interessado na melhor saída para a importação de seus produtos - contratou o tenente Lardner Gibbon para estudar a viabilidade do empreendimento via rio Amazonas. Em 1852, Gibbon concluiu o trajeto Bolívia-Belém, descendo pelo lado boliviano os rios Guaporé, Mamoré, Madeira e Amazonas, ratificando a ideia do Palácios, quando demonstrou que uma viagem dos Estados Unidos para La Paz pelo caminho dos rios amazônicos, com o advento de uma ferrovia margeando as cachoeiras do rio Madeira, demoraria 59 dias, contra os 180 dias pelo Oceano Pacífico que, além da distância, somava a dificuldade de contornar o Cabo Horn.
|                                   |                                                       |
| Mapa da EF Madeira-Mamoré (1904). | Mapa do Noroeste do Mato Grosso, início do século XX. |

### A Madeira-Mamoré Railway Co.
Posteriormente, por efeito da assinatura do Tratado de Petrópolis (1903), no contexto do ciclo da borracha e da Questão do Acre com a Bolívia que conferiu ao Brasil a posse deste estado, iniciou-se a implantação da Madeira-Mamoré Railway.
|                                       | |
| Autoridades em inauguração de trecho. | Homens posam para fotografia junto a uma locomotiva que circulou pela Estrada de Ferro Madeira-Mamoré. Mídia sob a guarda do Arquivo Nacional |

### O século XX: decadência e crise
Durante a 2ª Guerra Mundial, a Estrada de Ferro Madeira-Mamoré voltou a ter grande valor estratégico para o Brasil, operando plenamente para suprir o transporte de borracha, utilizada no esforço de guerra aliado. Em 1957, quando ainda registrava um intenso tráfego de passageiros e cargas, a ferrovia integrava as dezoito empresas constituintes da Rede Ferroviária Federal.
Em 25 de maio de 1966, depois de 54 anos de atividades, a Estrada de Ferro Madeira-Mamoré teve sua desativação determinada pelo então Presidente da República Humberto de Alencar Castelo Branco. A ferrovia deveria ser, porém, substituída por uma rodovia, a fim de que não se configurasse rompimento e descumprimento do Acordo celebrado em Petrópolis, em 1903. Tal rodovia materializou-se nas atuais BR-425 e BR-364, que ligam Porto Velho a Guajará-Mirim. Duas de suas pontes metálicas ainda servem ao tráfego de veículos. Em 10 de julho de 1972 as máquinas apitaram pela última vez. A partir daí, o abandono foi total e, em 1979, o acervo começou a ser vendido como sucata para a COSIM Companhia Siderurgica de Mogi das Cruzes, em São Paulo.
Voltou a operar em 1981 num trecho de apenas 7 quilômetros dos 366 km do percurso original, apenas para fins turísticos, sendo novamente paralisada por completo em 2000.

### O século XXI: o tombamento

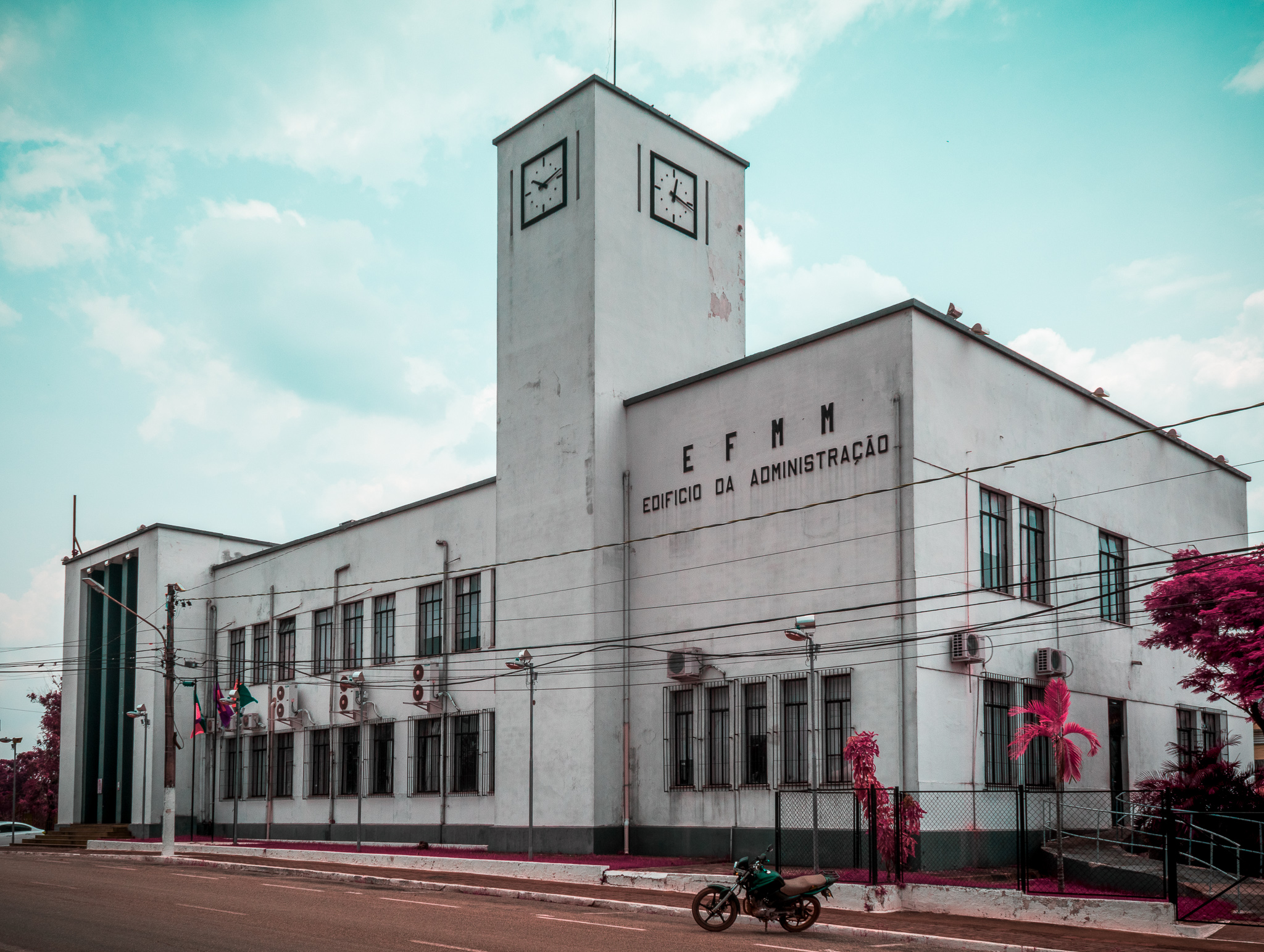
Prédio da Estrada de Ferro Madeira Mamoré, na cidade de Porto Velho, em 2021.

## Cronologia

### Século XVIII
- 1750 - Tratado de Madrid, entre Portugal e Espanha, acorda as fronteiras na região.

### Século XIX
- 1825 - Independência da Bolívia.
- 1846 - José Augustin Palácios, engenheiro boliviano, sugere a construção de uma rodovia às margens do rio Madeira.
- 1851 - O governo estadunidense comissiona o tenente Gibbon para explorar os rios Madeira, Mamoré, Beni e Amazonas.
- 1861 - Quentin Quevedo, general boliviano, defende a canalização das cachoeiras do rio Madeira ou a construção de uma ferrovia; João Martins da Silva Coutinho, engenheiro brasileiro, sugere a construção de uma rodovia no mesmo trecho.
- 1867 - O Império do Brasil e a Bolívia assinam o Acordo de Amizade, Limites, Navegação, Comércio e Extradição.
- 1868 - O Coronel George Earl Church, engenheiro norte-americano, ganha a concessão para organizar e explorar uma Companhia de Navegação na Bolívia.
- 1870 - Pedro II do Brasil (1840-1889) dá ao Coronel Church a concessão para a construção da ferrovia do lado brasileiro.
- 1872 - Coronel Church obtém um empréstimo na Grã-Bretanha para a construção da ferrovia.
- 1874 - A Public Works, empreiteira britânica, abandona as obras da ferrovia na altura de Santo Antônio, a cerca de 7 quilômetros de Porto Velho.
- 1878 - A P&T Collins, empreiteira estadunidense, chega ao Brasil e vai à falência no ano seguinte, saindo do país.
- 1883 - A Comissão Morsing chega a Santo Antônio.
- 1884 - A Comissão Pinkas chega a Santo Antônio.
- 1899 - Luis Gálvez Rodríguez de Arias, jornalista espanhol, proclama a independência do Acre.

### Século XX

A EFMM em forma de "U" compondo a heráldica do Brasão de Rondônia

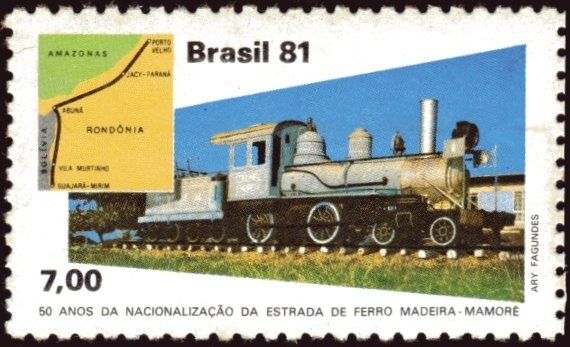
Em selo postal de 1981.

- 1902 - José Plácido de Castro, militar brasileiro, lidera a Revolução Acreana.
- 1903 - Brasil e Bolívia assinam o Tratado de Petrópolis; a construção da ferrovia é uma das exigências para que o Brasil fique com a posse definitiva do Acre.
- 1905 - Joaquim Catrambi, vence a concorrência para a construção da ferrovia.
- 1907 - Percival Farquhar, magnata estadunidense, adquire o contrato de concessão do empresário brasileiro Catrambi.
- 1910 - Oswaldo Cruz, médico sanitarista brasileiro, realiza estudos no local para sanear os canteiros de obras na selva.
- 1912 (7 de setembro) - Inauguração oficial da ferrovia.
- 1913 - O conglomerado de empresas de Farquhar, arruinado, sofre intervenção.
- 1915 - Inauguração do Canal do Panamá.
- 1929 - Os efeitos da Crise de 1929 abalam a administração da ferrovia.
- 1931 - Uma greve paralisa por oito dias as operações da ferrovia; a 10 de Julho o governo assume a administração e nomeia Aluízio Pinheiro Ferreira como Diretor-geral.
- 1972 - A ferrovia deixa de funcionar; o seu equipamento começa a ser vendido como sucata.
- 1979-1980 - Jorge Teixeira de Oliveira, governador de Rondônia, manifesta-se contra a alienação do patrimônio da ferrovia, e inicia um movimento pela sua recuperação.
- 1981 - Inaugurado o primeiro trecho, de 7 quilômetros, entre Porto Velho e Santo Antônio.
- 1981 - É lançado no dia 10 de julho, pela Diretoria Regional dos Correios de Noroeste (Rondônia), o selo comemorativo aos 50 anos da Nacionalização da Estrada de Ferro Madeira-Mamoré.
- 1982 - Inaugurado o segundo trecho, de 12 quilômetros, entre Santo Antônio e a Cachoeira do Teotônio.
- 1984 - Inaugurado o terceiro trecho, de 20 quilômetros, entre Guajará-Mirim e Iata.
- 1995 - A sirene da ferrovia, recuperada, volta a apitar na estação.
- 1997 - É tema de enredo no carnaval carioca, sendo retratada pela escola de samba Grande Rio.
- 2000 - A destruição de um bueiro, no lugar denominado Bate-Estaca, paralisa a operação da ferrovia.

### Século XXI
- 2004 - O Governo do Estado recupera 19 quilômetros da linha e reforma uma locomotiva de 1910.
- 2005 - O Instituto do Patrimônio Histórico e Artístico Nacional (IPHAN) procede ao tombamento da ferrovia.
- 2012 - Comemorações do centenário da Estrada de Ferro Madeira-Mamoré.
- 2012  - (Fevereiro) - Instalação do Comitê Pró-Candidatura da EFMM a Patrimônio Mundial da UNESCO.
- 2012 - São lançados no dia 1º de agosto, pela Diretoria Regional dos Correios de Rondônia, o selo personalizado e carimbo comemorativo, alusivos ao Centenário da Estrada de Ferro Madeira Mamoré.
- 2012  - Comemorações do centenário da Estrada de Ferro Madeira-Mamoré.
- 2014 – A cheia do rio Madeira inunda os galpões da EFMM;
- 2018 - O Pátio Ferroviário da Estrada de Ferro Madeira-Mamoré, seus bens móveis e imóveis são inscritos  no Livro do Tombo Arqueológico, Etnográfico e Paisagístico em 08/01/2018;
- 2023 - Inauguração do Museu da Estrada de Ferro Madeira-Mamoré.